# Beaugies-sous-Bois
Beaugies-sous-Bois és un municipi francès, situat al departament de l'Oise i a la regió dels Alts de França. L'any 2007 tenia 85 habitants.

## Demografia

### Població
El 2007 la població de fet de Beaugies-sous-Bois era de 85 persones. Hi havia 32 famílies de les quals 8 eren unipersonals (4 homes vivint sols i 4 dones vivint soles), 12 parelles sense fills i 12 parelles amb fills.
La població ha evolucionat segons el següent gràfic:
Habitants censats

### Habitatges
El 2007 hi havia 43 habitatges, 32 eren l'habitatge principal de la família, 6 eren segones residències i 5 estaven desocupats. Tots els 43 habitatges eren cases. Dels 32 habitatges principals, 28 estaven ocupats pels seus propietaris i 4 estaven llogats i ocupats pels llogaters; 2 tenien tres cambres, 10 en tenien quatre i 20 en tenien cinc o més. 22 habitatges disposaven pel capbaix d'una plaça de pàrquing. A 8 habitatges hi havia un automòbil i a 23 n'hi havia dos o més.

### Piràmide de població
La piràmide de població per edats i sexe el 2009 era:
| Homes | Edats   | Dones |
| ----- | ------- | ----- |
| 0     | 95 o +  | 0     |
| 0     | 90 a 94 | 0     |
| 0     | 85 a 89 | 0     |
| 0     | 80 a 84 | 0     |
| 0     | 75 a 79 | 0     |
| 4     | 70 a 74 | 8     |
| 4     | 65 a 69 | 0     |
| 8     | 60 a 64 | 4     |
| 0     | 55 a 59 | 4     |
| 0     | 50 a 54 | 0     |
| 0     | 45 a 49 | 0     |
| 4     | 40 a 44 | 4     |
| 8     | 35 a 39 | 4     |
| 0     | 30 a 34 | 4     |
| 4     | 25 a 29 | 0     |
| 0     | 20 a 24 | 8     |
| 0     | 15 a 19 | 0     |
| 4     | 10 a 14 | 0     |
| 8     | 5 a 9   | 8     |
| 8     | 0 a 4   | 0     |

## Economia
El 2007 la població en edat de treballar era de 56 persones, 41 eren actives i 15 eren inactives. De les 41 persones actives 40 estaven ocupades (22 homes i 18 dones) i 1 aturada (1 home). De les 15 persones inactives 3 estaven jubilades, 5 estaven estudiant i 7 estaven classificades com a «altres inactius».
Activitats econòmiques
L'únic establiment que hi havia el 2007 era d'una empresa de fabricació d'altres productes industrials.
L'any 2000 a Beaugies-sous-Bois hi havia 3 explotacions agrícoles que ocupaven un total de 213 hectàrees.

## Poblacions més properes
El següent diagrama mostra les poblacions més properes.